# Feistritz an der Drau
Feistritz an der Drau ist eine Ortschaft und eine Katastralgemeinde der Marktgemeinde Paternion im Bezirk Villach-Land in Österreich, im Bundesland Kärnten.

## Geografie

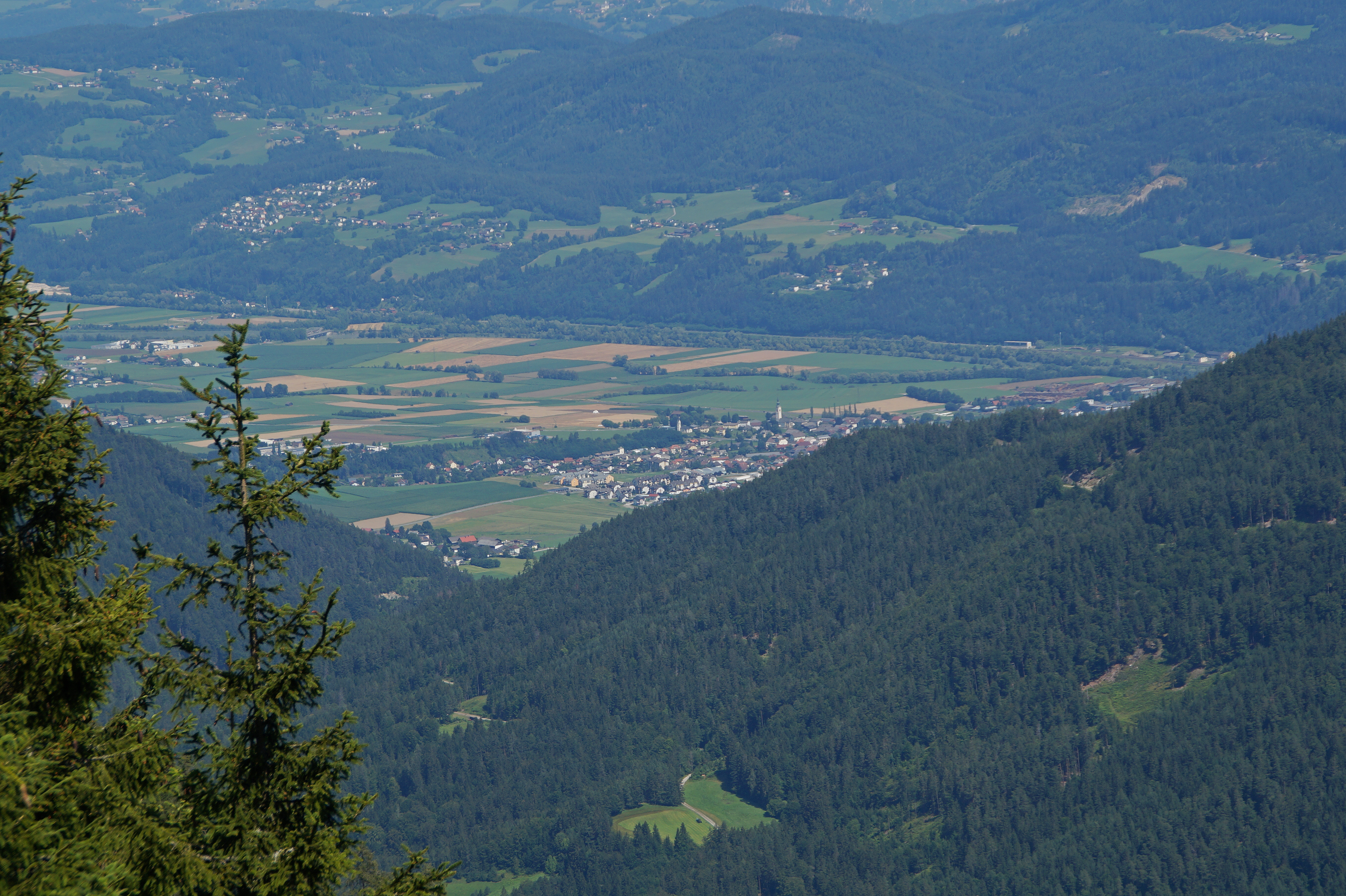
Blick auf Feistritz an der Drau

Feistritz an der Drau wird als Haufendorf klassifiziert und liegt im unteren Drautal. Das Dorf liegt an der Drau.

## Verkehr
Hauptverkehrsrouten nahe Feistritz an der Drau sind die Tauernautobahn (A10) und die Drautal Straße (B100). Zudem betreibt die ÖBB hier den Bahnhof Paternion-Feistritz, der an der Drautalbahn liegt.

## Kultur und Sehenswürdigkeiten
- Stadtgörz: Nordöstlich von Feistritz an der Drau, auf dem sogenannten Görz, wurde in der Spätlatènezeit eine Wallanlage errichtet.
- Kastell Duel: Im Süden von Feistritz an der Drau, auf dem Hügel Duel, über der Schlucht der Feistritzbaches, wurde im späten 5. Jahrhundert ein spätantikes Kastell errichtet.
- Katholische Pfarrkirche Feistritz an der Drau St. Georg
- Katholische Filialkirche Pöllan
- Katholische Kapelle Maria am Bichl
- Ziegelgitterstadel, Bahnhofstraße 2
- Jugendstilvilla, Bahnhofstraße 61

Die 1958 gegründete Modellfluggruppe Feistritz an der Drau errichtete 1971 im Ort einen Modellflugplatz mit Rasenpiste.

## In Feistritz geborene Persönlichkeiten
- Irmentrud List-Gersheim (1904–1984), Malerin
- Stefan Sodat (* 1941), Skirennläufer